# تامرکسکی

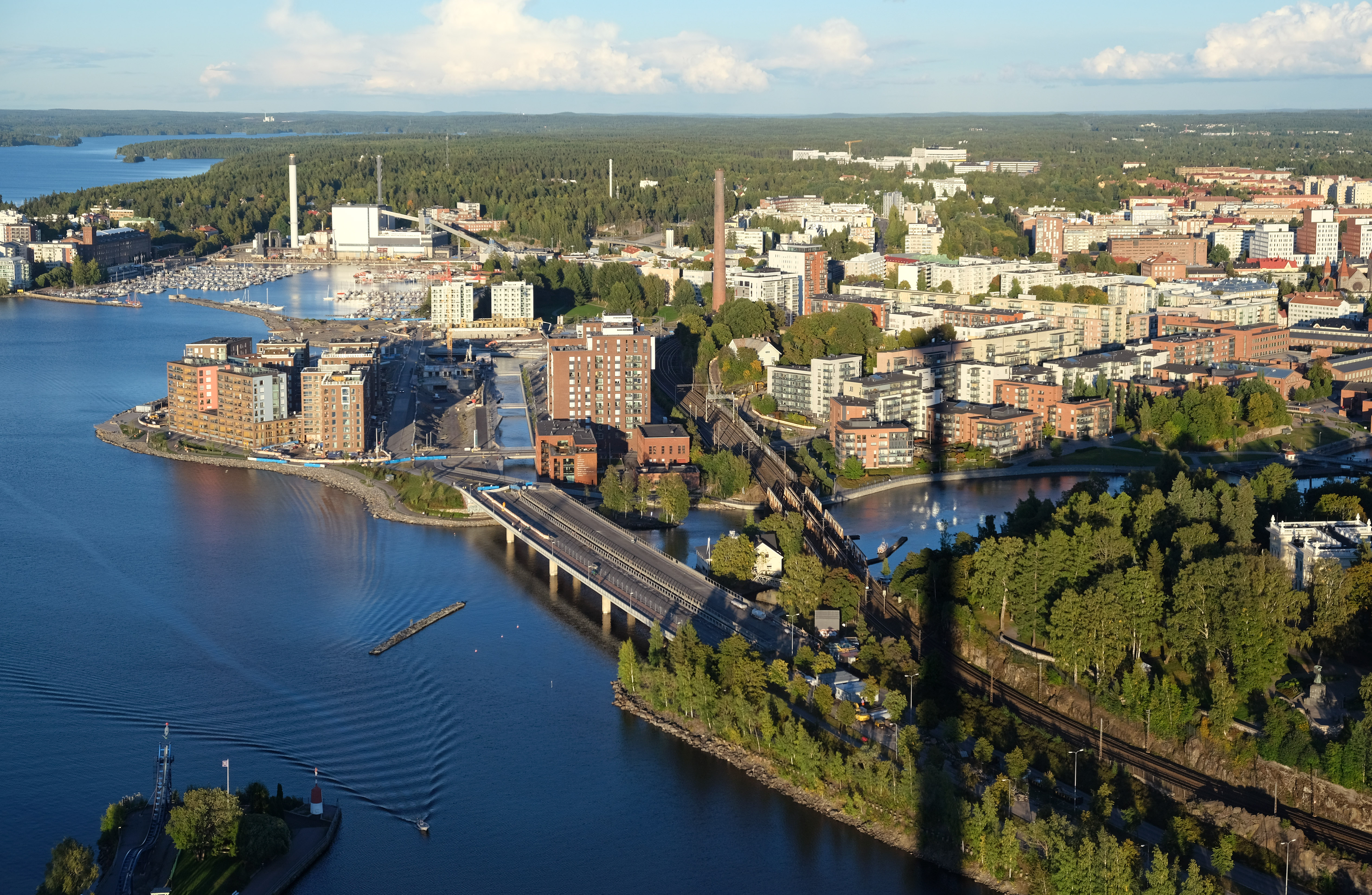
نسییروی و تامرکسکی از برج نَسینِه‌اولا دیده می‌شوند.

تامِرْکُسْکی (انگلیسی: Tammerkoski) کانالی از تنداب‌ها در تامپره، فنلاند است. شهر تامپره بین دو دریاچه نسییروی و دریاچه پوهه‌یروی قرار دارد. اختلاف ارتفاع بین این دو ۱۸ متر (۵۹ فوت) است و آب از نسییروی به دریاچه پوهه‌یروی جریان می‌یابد. ساحل تامرکسکی یکی از قدیمی‌ترین مناطق صنعتی فنلاند است و در قرن هفدهم بازار شلوغی وجود داشت. تامپره در سواحل با تنداب‌ها ساخته شد، زیرا آب جاری نیروی کافی برای نیازهای صنعت را فراهم می‌کرد.